# Alla goda ting är kol
Alla goda ting är kol är den tredje skivan i en serie punksamlingar med samlade punkband. Skivorna släpps av Oslipade Diamanter Records. CD i Jewelcase. 

## Alla goda ting är kol
Utgiven 2007
1. Greta Kassler - 1943
2. Greta Kassler - Förnedra, förakta, förneka
3. Varnagel - Jagvillintevaraettkon
4. Varnagel - Ligalajs
5. Rascar Capac - Schengenland
6. Rascar Capac - Det här jag är
7. Rascar Capac - Där jag bor
8. Indva - En idiot ska jag bli
9. Snutjävel - franz
10. Snutjävel - basebollattack
11. Snutjävel - eran stad - våran verklighet
12. Stefan Lundblad -Alla för en
13. Stefan Lundbladc -17 juni
14. Missljud - Idiot
15. Missljud - 20.000 fall
16. Missljud - Tiden (läker inte alla sår)
17. Roger Karlsson - 13-Världens minsta man
18. Stiltje - Som spikar
19. Stiltje - Attack
20. Adjusted - Fragile
21. Paranoia - En flicka han minns
22. Paranoia - Dödscell 23
23. Ohlson Har Semester Production - Det är någon som stör
24. Ohlson Har Semester Production - 1000 jävla
25. Jolly Six - En ny sorts soldat
26. Sista skriket - finkulturen skall brinna
27. Sista skriket - tro hopp och pengar
28. Mothugg - Våld
29. Aprak - Ta en öl
30. Wolfsblood - Piratkopiera mera